# Echeveria kimnachii
Echeveria kimnachii är en fetbladsväxtart som beskrevs av J. Meyran G. och R. Vega A.. Echeveria kimnachii ingår i släktet Echeveria och familjen fetbladsväxter. Inga underarter finns listade i Catalogue of Life.